# Фазовий перехід першого роду
Фа́зовий перехі́д пе́ршого ро́ду — фазовий перехід, за якого перша похідна від вільної енергії та значення інших термодинамічних потенціалів змінюється стрибком.
Прикладами фазових переходів першого роду можуть бути плавлення речовини, зрідження газу тощо.
За фазових переходів першого роду поглинається або виділяється тепло. Кількість цього тепла характеризується величиною, яка називається прихованою теплотою переходу або ентальпією фазового переходу. Прикладом є теплота випаровування, теплота плавлення.